# François Paul de Brueys d'Aigalliers
Pour les articles homonymes, voir Brueys d'Aigalliers et Brueys.
François Paul de Brueys d’Aigalliers, né le 12 février 1753 à Uzès et tué au combat le 1er août 1798 en baie d'Aboukir, est un vice-amiral français.

## Biographie

### Origines et débuts
Marin à treize ans, François Paul Brueys d’Aigalliers embarque comme volontaire sur le vaisseau le Protecteur en 1766 et effectue plusieurs campagnes au Levant, protégeant les navires commerciaux français des pirates ottomans. Garde de la marine en 1768, il participe à l’expédition de Tunis sur la frégate l'Atalante, qui capture un navire ottoman et des chebecs barbaresques. Il fait ensuite campagne à Saint-Domingue sur le vaisseau l'Actionnaire qu'il doit quitter pour raison de santé. De retour en France, il sert sur différents bâtiments essentiellement en Méditerranée.
Le 29 mai 1785, il épouse, à Fort-Royal de la Martinique, Marie Anne Aubin de Bellevue, fille de François-Louis Aubin de Bellevue, dit Jean-François, capitaine de cavalerie, et de Marie Anne Charlotte Banchereau-Latouche (habitation Anse Latouche), dont il eut trois enfants.

### Guerre d'indépendance des États-Unis
Enseigne de vaisseau en 1777, lieutenant de vaisseau en avril 1780, il sert sur le vaisseau le Terrible puis le Zélé dans l'escadre du comte de Guichen. Il participe aux trois combats contre l'amiral Rodney en avril et mai 1780, puis au combat contre l'escadre de l'amiral Hood devant Fort-Royal en avril 1781. Il est de tous les combats de l'escadre de Grasse : bataille de la baie de Chesapeake (septembre 1781) et prise de l'île Saint-Christophe en février 1782. Passé ensuite sur la frégate la Vestale, il a la chance de ne pas être au combat des Saintes.
Fait chevalier de Saint-Louis à la fin de la guerre, il commande, à la paix, un aviso, le Chien de Chasse et parcourt pendant quatre ans les Antilles et la côte américaine. En 1787, il commande un autre aviso, le Coureur qui croise au long des côtes d’Amérique latine. Il rentre ensuite en France au commandement de la flûte le Barbeau et prend un congé d'un an (1788-1789).
De septembre 1790 à juillet 1792, il commande la corvette la Poulette en Méditerranée et se rend aux échelles du Levant.

### Dans la marine révolutionnaire et napoléonienne

#### Campagne de Sardaigne
Quoique noble, il n'émigre pas, et la Révolution le promeut capitaine de vaisseau au 1er janvier 1792. Il reçoit alors à Toulon le commandement du vaisseau le Lys qui devient le Tricolore à la chute de la monarchie. Il participe aux campagnes de l’escadre conduite par l'amiral Truguet : bombardement d’Oneglia, à l’opération de Naples menée par Latouche-Tréville, puis à l’attaque de Cagliari (en Sardaigne).
Lors de l'affaire de Toulon, il est détenu par les autorités de la ville puis destitué comme noble en septembre 1793 par décret de la Convention.

#### Campagne en Adriatique
Il est réintégré dans son grade sous le ministère de Truguet et promu contre-amiral en 1796. Il commande les forces navales de l'Adriatique de 1796 à 1798 avec pavillon sur le vaisseau de 80 canons Guillaume Tell. Il transporte des troupes aux îles Ioniennes, soutient la progression des troupes de Bonaparte en Italie en assurant ravitaillement et blocus des côtes.

#### L'expédition d'Égypte

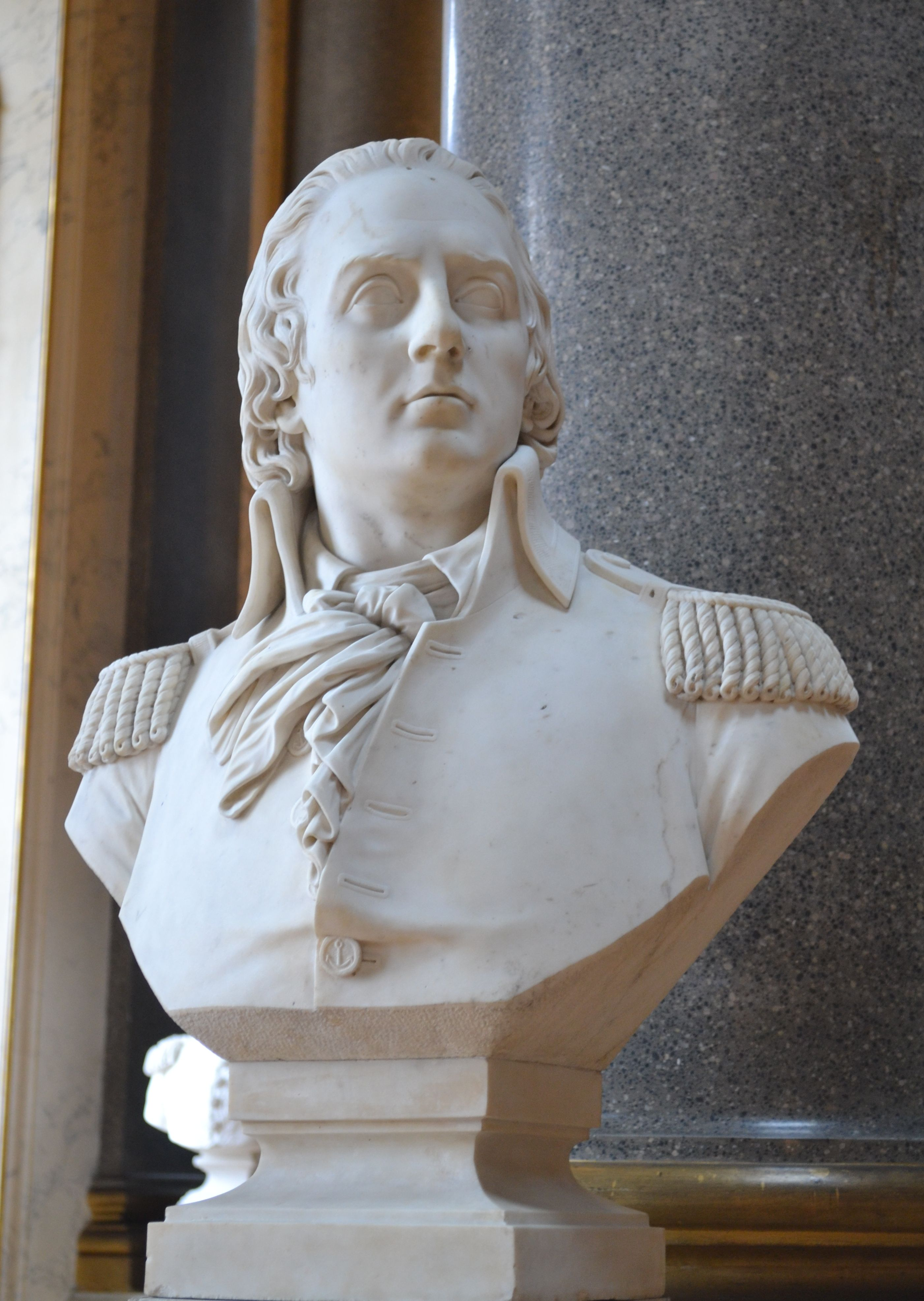
Buste de Brueys.

Bonaparte le remarque et le fait désigner comme commandant en chef de la flotte destinée à transporter l'expédition d’Égypte avec le grade de vice-amiral et pavillon sur le vaisseau l'Orient. Il réussit à tromper les Britanniques qui voulaient lui disputer le passage, il réussit à atteindre Malte sans encombre puis Alexandrie, le 1er juillet 1798.
Aussitôt après le débarquement des troupes, il aurait dû ou entrer dans le port d'Alexandrie, ou retourner sans perdre de temps en France, à Malte ou à Corfou. Il n’en fait rien et s’embosse en rade d'Aboukir pour attendre les Britanniques. Conscient de la mauvaise qualité de ses vaisseaux et surtout de ses équipages, il préfère garder une position défensive et refuse de lever l’ancre lorsque l'amiral Nelson l’attaque, le 1er août 1798. Le 30 juillet, apprenant que la flotte française est restée dans la baie d'Aboukir, Bonaparte lui avait envoyé son aide de camp Jullien, escorté par une quinzaine d’hommes de la 75e demi-brigade, pour lui ordonner « de mouiller immédiatement dans le Port-Vieux ou de se réfugier à Corfou ». Mais, il est massacré avec son escorte par les habitants du village d’Alqam le 2 août. Même s’il avait pu parvenir à Aboukir, il serait arrivé trop tard, la bataille s’étant déroulée la veille.
Le combat est terrible, l'Orient combat le Bellerophon, auquel il cause des dégâts importants mais est peu soutenu notamment par l'arrière-garde commandée par Denis Decrès et l'amiral de Villeneuve. Brueys blessé déjà deux fois pendant la journée est tué sur son banc de quart par un boulet vers le soir, peu avant que l'Orient, en feu, n’explose.
Napoléon Bonaparte disait à ceux qui faisaient valoir la faute qu'il avait commise en restant à l’ancre au moment de l’attaque britannique : « Si, dans ce funeste évènement, il a commis des fautes, il les a expiées par sa fin glorieuse. » Son nom figure sur l’arc de triomphe de l'Étoile, à Paris.
Brueys était franc-maçon, membre de la Loge La Bonne Foi de Montauban.

## Pour approfondir